# 索丹屈莱
索丹屈莱（芬蘭語：Sodankylä），是芬兰拉普兰區中部的一个市镇，成立于1893年。辖区总面积12415.22平方公里，其中陆地面积11696.40平方公里、水域面积718.82平方公里。2009年6月30日登记人口总数为8844人，人口密度仅为0.76人/平方公里。索丹屈莱的官方语言为芬兰语和北萨米语，两种语言的人口比例分别为98.1%和1.3%，瑞典语人口比例为0.1%。

## 历史

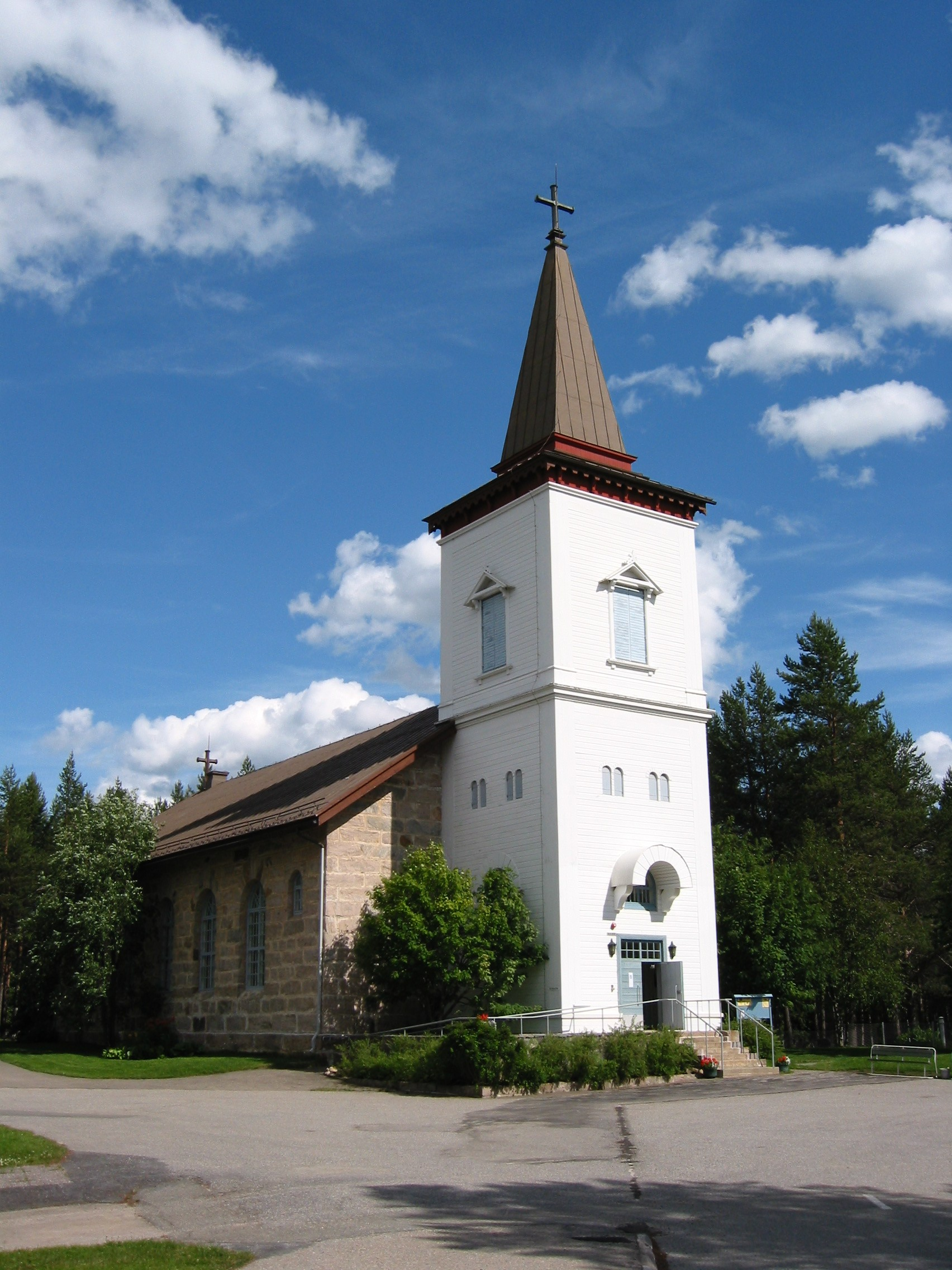
索丹屈莱新教堂

索丹屈莱最早的居民点早在公元前7000年就已出现。到了16至17世纪，这里的人口开始较快地增长。1689年，索丹屈莱老教堂建成。人口继续增长使老教堂不能满足需求，于是在1859年，一座新的教堂被建成使用。19世纪末，林业逐渐成为索丹屈莱的支柱产业。冬季战争期间，索丹屈莱被严重毁坏。战争结束后，经过重建，社会、经济等各方面才重新恢复发展。

## 环境

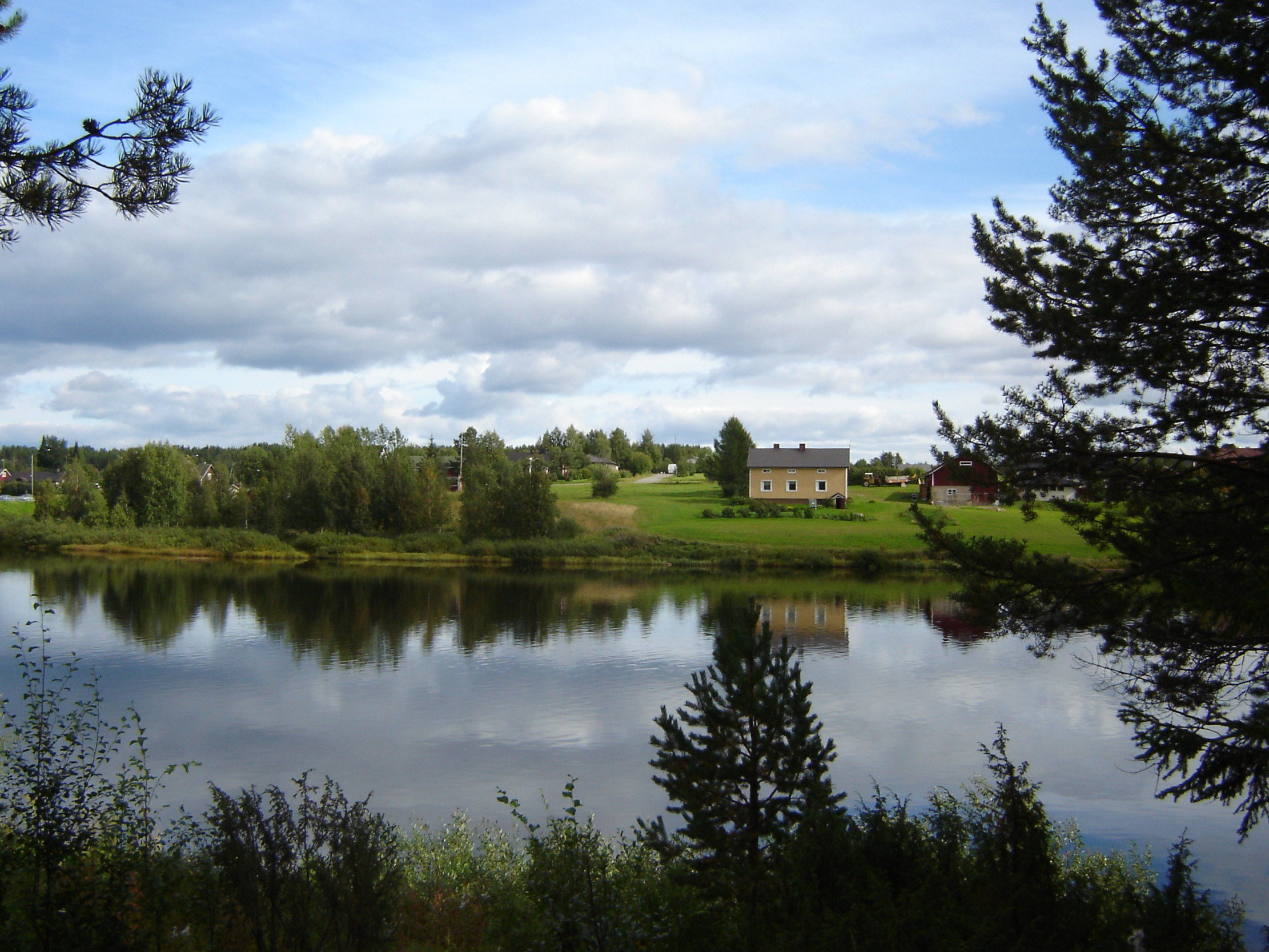
索丹屈莱境内的基蒂宁河

索丹屈莱的北部属于芬兰最大的自然保护区、设立于1983年的乌尔霍·吉科宁国家公园。而2005年成立的皮海-洛斯托国家公园也覆盖的索丹屈莱的部分区域。索丹屈莱有芬兰大型人工湖当中的两座：洛卡水库和波尔蒂帕赫塔水库。这两座人工湖建成于20世纪中期，以满足当时迅速增长的电力需求。

## 科技
奥卢大学在索丹屈莱以南7公里处设立了索丹屈莱地球物理天文台。欧洲非相干散射科学联合会四座雷达接受站中有一座就设在这里，另外三座分别在瑞典基律纳、挪威特罗姆瑟和朗伊尔城。

## 文化

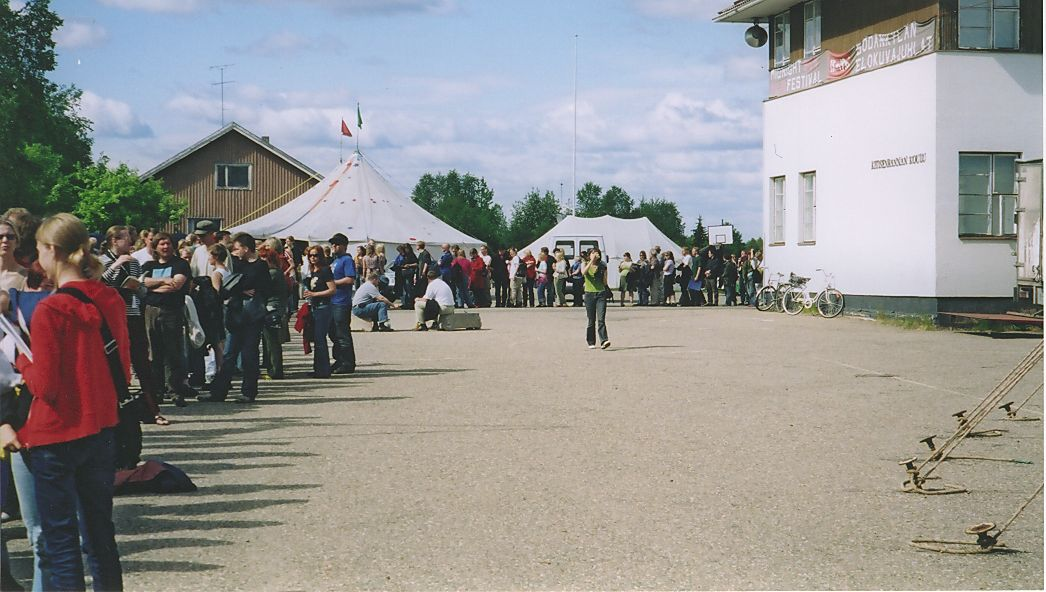
2005年索丹屈莱电影节

索丹屈莱通行北萨米语。芬兰2003年通过的萨米语法令使北萨米语与芬兰语一样成为索丹屈莱的官方语言。
索丹屈莱电影节，又被称为“午夜太阳电影节”，自1986年起每年6月中旬举办一届。

## 交通
索丹屈莱位于罗瓦涅米至伊瓦洛之间的芬兰4號國道上。索丹屈莱还是欧洲E63公路（同时也是5號國道）的北端。从索丹屈莱有定期大巴通往罗瓦涅米、伊瓦洛、凯米耶尔维等周边城市。
索丹屈莱机场开通于1940年，距市区约3公里，但目前处于关闭状态。索丹屈莱尚无铁路交通。

## 觀光景點
- 老教堂（落成於1689年的木造建築）、新教堂（1859年的石磚建築）
- 坦卡瓦拉：黃金博物館、黃金村
- 伊尔马基阿帕（Ilmakkiaapa）沼泽保护区（城区35公里以北）
- 烏爾霍·吉科寧國家公園
- 皮海-洛斯托國家公園
- 阿拉列斯托美術館（介紹安德雷阿斯·阿拉列斯托（芬兰语：Andreas Alariesto）的生平與作品）

## 姐妹城市
- 俄羅斯科拉（1968年起）
- 挪威贝勒沃格（1971年起）
- 瑞典努舍（1977年起）
- 奥地利海利根布卢特（1979年起）
- 匈牙利雷夫菲勒普（英语：Révfülöp）[10]